# شهرستان مینودشت
شهرستان مینودشت یکی از شهرستان‌های استان گلستان ایران است. مرکز این شهرستان، شهر مینودشت است.
این شهرستان در تاریخ ۲۱ تیر ۱۳۶۸ از شهرستان گنبد کاووس جدا شد و مستقل گردید.

## پیشینه
این شهرستان در ابتدا به صورت یک روستا حیات خود را آغاز کرد. گفته می‌شود رضا شاه پهلوی دوره سربازی خود را در مینودشت گذرانده‌است. پس از چندین سال که رضا خان پهلوی پادشاه شد به دیدن حاجیلر (نام قدیم مینودشت) آمد. رضا خان در حین برگشت به تهران دستور داد نام حاجیلر را به مینودشت تغییر دهند. اقوام اولیه که در سالیان دور به عنوان اولین مردم حاضر در این منطقه بودند می‌توان به قوم‌های مصطفی لو، قره سفلو، سرای لو، بشارتلو، قره جلو، پسرکلو، سنجه ونلی، قزلسفلو، شیخی، قره محمودلو، کرامتلو، ممشلی، ساسانی، ترکمن، بلوچ، مازنی و کتولی و سایری اشاره کرد.
همچنین اقوام دیگری همچون نریمانی، الیاسی، نوری، شاهمرادی، قایی، عرب و… از شهرهای همجوار جهت اقامت به این شهرستان نقل مکان نموده‌اند.

## موقعیت جغرافیایی
شهرستان مینودشت از شمال با شهرستان گالیکش، از شمال غربی تا غرب با شهرستان گنبد کاووس، از جنوب غربی تا جنوب با شهرستان آزادشهر و از شرق با شهرستان میامی استان سمنان همسایه است.

## تقسیمات کشوری
شهرستان مینودشت دارای ۲ بخش، ۴ دهستان و ۳ شهر به شرح زیر است:

### شهرستان مینودشت
| بخش      | مرکز بخش | جمعیت بخش ۱۳۹۵ | نام دهستان | مرکز دهستان | جمعیت دهستان ۱۳۹۵ | شهر           | جمعیت شهر ۱۳۹۵       |
| -------- | -------- | -------------- | ---------- | ----------- | ----------------- | ------------- | -------------------- |
| مرکزی    | مینودشت  | ۶۰٬۳۶۷ نفر     | چهل‌چای     | قلمی        | ۲۰٬۷۸۵ نفر        | مینودشت القجر | ۳۰٬۰۸۵ نفر ۴٬۷۸۰ نفر |
| مرکزی    | مینودشت  | ۶۰٬۳۶۷ نفر     | قلعه قافه  | قلعه قافه   | ۴٬۷۱۷ نفر         | مینودشت القجر | ۳۰٬۰۸۵ نفر ۴٬۷۸۰ نفر |
| کوهسارات | دوزین    | ۱۵٬۱۱۶ نفر     | گرو        | صفی‌آباد     | ۵٬۲۸۸ نفر         | دوزین         | ۵٬۷۳۷ نفر            |
| کوهسارات | دوزین    | ۱۵٬۱۱۶ نفر     | سرگل       | درجن        | ۴٬۰۹۱ نفر         | دوزین         | ۵٬۷۳۷ نفر            |

## جمعیت
بر پایه سرشماری عمومی نفوس و مسکن در سال ۱۳۹۵، جمعیت شهرستان مینودشت برابر با ۷۵٬۴۸۳ نفر بوده‌است.